# 国鉄EC40形電気機関車
国鉄EC40形電気機関車（こくてつEC40がたでんききかんしゃ）は、日本国有鉄道（国鉄）の前身である鉄道院が1912年（明治45年/大正元年）に輸入したラックレールを使用するアプト式直流用電気機関車である。日本の国有鉄道が初めて導入した電気機関車である。また日本で唯一、動軸数が奇数の電気機関車である。

## 概要
信越本線横川 - 軽井沢間（碓氷峠）では、1893年（明治26年）の開業時からアプト式（当時は「アブト式」と呼称）の蒸気機関車が使用されていたが、26か所ものトンネルが存在するうえ運転速度が低く、同区間の運転に1時間15分を要したため、乗務員や乗客は機関車から出る煤煙に苦しめられていた。乗務員の一酸化炭素中毒事故も多発しており、機関車に特殊な形状の煙突を取付け、煤煙を機関車の後方に導く等の対策も行なわれたが、思ったような結果が得られずにいた。そのため、同区間を電化し、乗務員の労働環境改善と輸送力の増加を図ることとした。
本形式は1912年（明治45年）5月11日の同区間の電化の際に使用される電気機関車として、12両が輸入された。ドイツのAEG（アルゲマイネ）に発注され、同社が電機品、エスリンゲン機械工場が機械品を担当して1911年（明治44年）に製造された。エスリンゲンは同じ碓氷峠向けの3900形蒸気機関車をはじめ、ラック式鉄道車両を多数生産しており、1969年（昭和44年）時点の統計ではスイスのSLMの654両に次ぐ277両の製造実績を残しているが、その多くは蒸気機関車であり、電気機関車は本形式を含め20両、電車は10両の実績に留まっている。また、AEGもラック式の電気機関車8両と産業用小型電気機関車25両を製造しているほか、エスリンゲン製のラック式電車5両に電機品を供給している。なお、エスリンゲンの製造番号は10000号機が3578、10001号機は3579である。
落成当初の形式は10000形10000 - 10011と称したが、1928年（昭和3年）10月の車両形式称号規程改正により、EC40形EC40 1 - EC40 12に改められた。
電化による本形式の導入以降、横川 - 軽井沢（通称「横軽（ヨコカル）」）間の運転時分は49分と大幅に短縮されるとともに、1列車あたりの輸送力も若干ではあるが増加している。

## 仕様

### 車体
車体は、前後に短いボンネット（機器室）を有する凸型である。当初、運転台は両側に設けられていたが、1914年（大正3年）に坂上の軽井沢側の運転台が撤去されて主電動機用送風機が搭載され、横川側のみの片運転台式となった。

### 走行装置
粘着式駆動装置
3対の動輪をもつ台車は固定式で、動輪は連結棒で中間軸と主電動機の大歯車につながっている。
ラック式駆動装置
ラックレールに噛み合うラック歯車は、同じ方式で専用の主電動機と結ばれている。

### 電機品
集電装置
集電装置は当初、駅構内のうち機関車入換用の側線区間はトロリーポール集電であったが、後にパンタグラフに変更された。本線上ではトンネルの建築限界が小さく、第三軌条方式による電化を行なったため、第三軌条から集電を行なうための集電靴を片側2か所に設備していた。集電靴は、泥や落ち葉による集電不良を避けるため第三軌条の下側に接触する方式で、日本では唯一のものであった。
主電動機
主電動機はMT3（一時間定格出力210 kW・メーカー型式SPG2600）を1両当たり2基搭載し、1基は車輪駆動用に、もう1基はラック歯車駆動用に用いられた。
主制御器
主制御器は電磁単位スイッチ式制御器で、粘着区間の力行、ラック区間の力行、ラック区間での発電ブレーキの3種の制御が可能であるほか、電気連結器（ジャンパ連結器）を使用して本務機と補機との重連総括制御が可能となっている。
補機類
補機として真空ブレーキ用のロータリー式電動真空ポンプ2基、および、重連総括制御用ケーブルの巻取りリールを第1端側のボンネット内に、制御回路・電灯回路用の容量108 Ahの蓄電池および重連総括制御用ケーブルの巻取りリールを第2端側のボンネット内に搭載する。

## 運用
本形式は一貫して横川機関庫に配置され、信越本線の横川 - 軽井沢間で限定運用された。1911年（明治44年）11月にはAEG・エスリンゲン両社の技術者の指導の下試運転が開始され、翌年5月から貨物列車の一部を、7月から旅客列車の一部を本形式が牽引している。本形式は編成中の勾配の山麓側および中間に連結されて運行され、機関車1両の場合は約80 t、2両（重連総括制御）の場合は約140 tを牽引することが可能であり、蒸気機関車牽引の場合よりそれぞれ約20 tの輸送力増強なされたほか、ラック区間での最高速度が約8 km/hから約18 km/hに向上し、途中での給水の省略と合わせて横川 - 軽井沢の所要時間は約75分から約45分に短縮されている。その後も引続き以下の通り輸送力の増強が図られている。
- 1915年（大正4年）8月：本形式を山麓側に2両、編成中間に1両連結した200  tを牽引する列車の運行を開始[15]。
- 1921年（大正10年）5月：10020形（ED40形）導入に伴い、全列車が電気機関車牽引での運行となり[16]、本形式もしくは10020形機関車3両による列車を約230 t牽引とした[17]。
- 1925年（大正14年）：編成の山麓側、中間の機関車を各2両とした、本形式もしくは10020形機関車機関車計4両による約300 t牽引の列車が運行される[17]。
- 1931年（昭和6年）：10040形（ED41形）の導入、および自動空気ブレーキの導入の進展に伴い、横川方に3両・軽井沢方に1両の本形式もしくは10020形・10040形電気機関車を配した約320 t牽引の列車が運行される[18]。

1918年（大正7年）3月7日に発生した信越本線熊ノ平駅列車脱線事故においては10004・10009の2両が被災大破したものの、修復された。
1928年（昭和3年）10月には前述の通り本形式はEC40形へ改称・改番された。しかし同時期には老朽化による故障発生件数が増加したことから、後継機として設計・製造されたED42形に代替されることとなり、走行装置の故障によりEC40 12号機が1931年（昭和6年）5月に、1936年（昭和11年）4月には残る全車が廃車された。
1964年（昭和39年）に後述の京福電気鉄道テキ511形テキ511号機（元10000→EC40 1号機）が国鉄へ返還され、大宮工場で嵩上げされた屋根などの一部を除き、明治時代の状態に復元の上、鉄道記念物に指定された。現在は、「10000」として旧軽井沢駅舎記念館に静態保存されている。

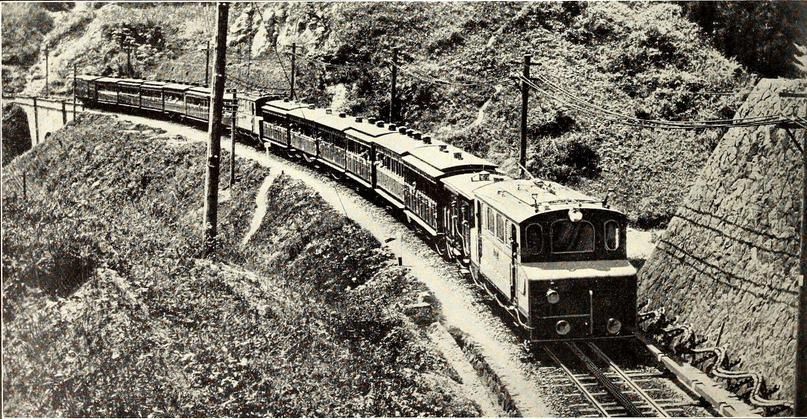
10000形2両が牽引する列車 （1914年）
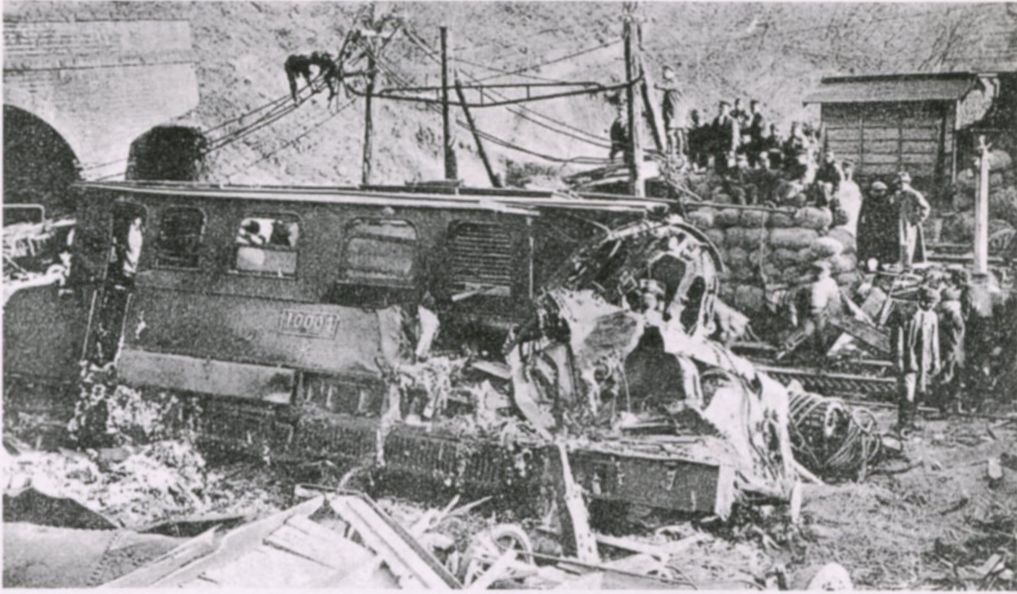
熊ノ平駅列車脱線事故により脱線大破した10000形10004号機（1918年3月撮影）
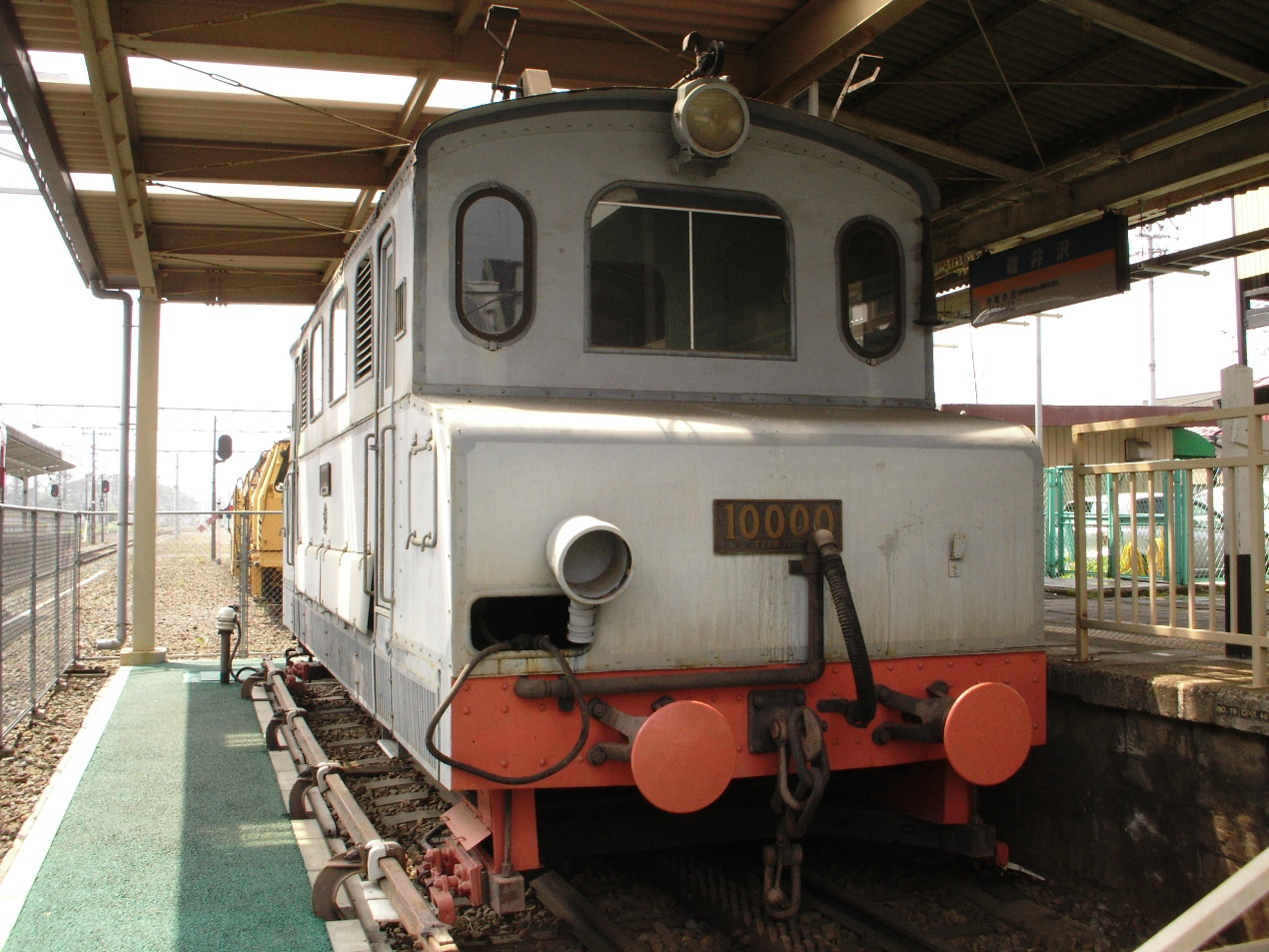
静態保存される10000形10000 （軽井沢駅舎記念館 2007年7月）

## 譲渡

### 京福電気鉄道テキ511形
廃車後は大宮工場（現在の大宮総合車両センター）に保管されていたが、1941年（昭和16年）にEC40 1・EC40 2、翌1942年（昭和17年）にEC40 3・EC40 4の計4両が京福電気鉄道に譲渡され、そのうち、元EC40 1・EC40 2の2両が1942年に同社のテキ511形511・512となって福井支社の越前本線や三国芦原線で使用され、元EC40 3・EC40 4は補修等のための部品を取外した後に解体されている。テキ511形は譲渡の際、大宮工場で以下の通り改造が行われており、これにより自重は46.00 tから29.5 tに軽減された一方、粘着式走行装置がそのままであったため、最高速度は18.0 km/hのままであった。
- ラック式の機器類（主電動機、駆動装置、台車ほか一式）をすべて撤去。
- 撤去されていた軽井沢側（1端）の運転室内に配置されていた主電動機送風機等を撤去し、運転台を復旧。
- ボンネットの片側（2端：横川側）を撤去してデッキを設置した。これは、ラック用機器の撤去により室内空間に余裕が生じたことと、入換作業での誘導員の添乗スペース確保を図ったためとされる。
- 集電装置をパンタグラフからトロリーポールに変更。
- 正面窓中央の窓を開閉式（横引き式）に変更。左右の小判型の窓のうち、運転室内から見て右側（運転台側）の窓を固定化し、ワイパーを設置。
- 主抵抗器を機器室内に移設。

1950年（昭和25年）に歯車比を6.50（14:91）から4.45（20:89）に変更して最高速度を31.5 km/hとし、1953年（昭和28年）には集電装置をパンタグラフに変更している。その後、テキ511は国鉄での復元保存のため返還されることとなり、1964年（昭和39年）2月17日付で廃車され、テキ511の代替機として国鉄からED28 11（東芝製35t機）が譲渡されて同社テキ531形（テキ531）となっている。残るテキ512は1970年（昭和45年）7月15日付けで廃車となった。

## その他

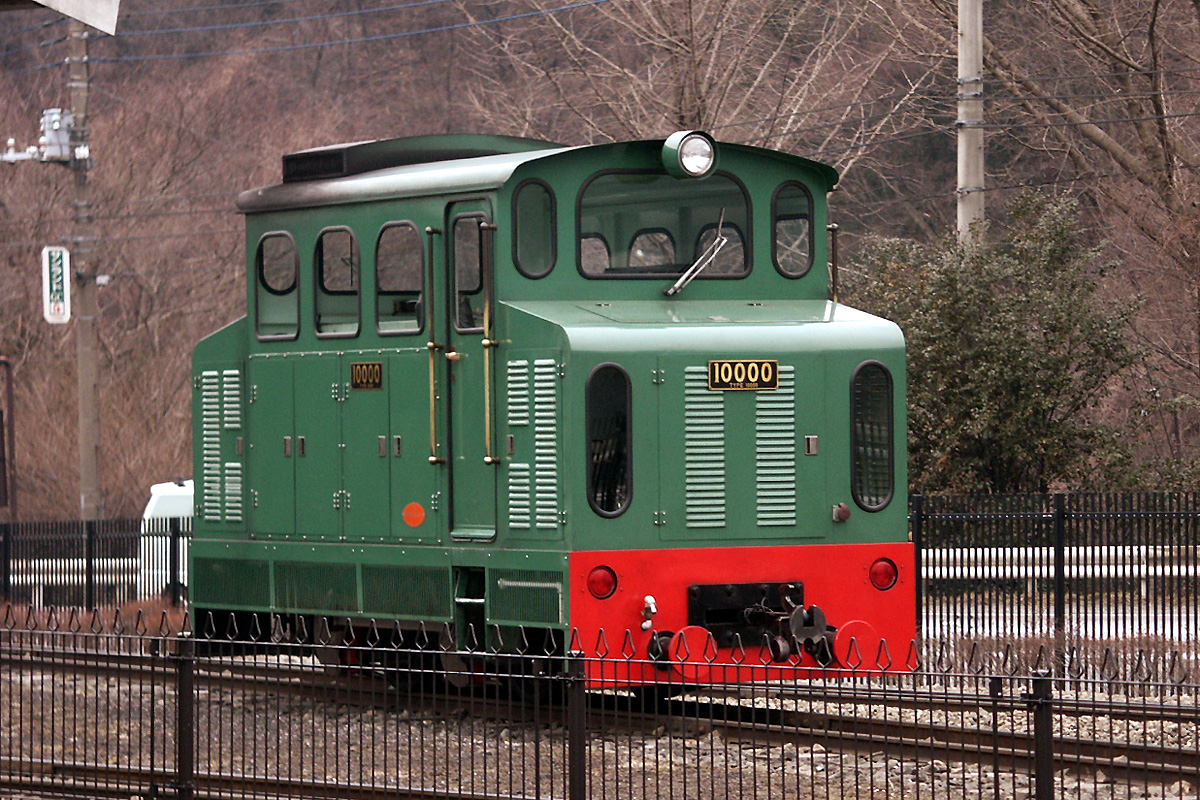
あぷとくんの10000号機関車

碓氷峠鉄道文化むらでは、この車両を再現したディーゼル機関車が運行されている。どちらも運転台は入換機のような横向き（枕木方向）となっている。
- 園内を一周する遊覧列車のあぷとくんで使用されている10000号機関車（北陸重機工業製）は、車体こそ軌間610 mmのため小柄ではあるものの、前面の3枚窓がしっかりと再現されている。
- 旧線を使用したトロッコ列車のシェルパくんで使用されている機関車（MR1106・松山重車輌工業製）は、バッファーとぶんかむら方の前面にある短いボンネットからEC40を再現したものだと分かる。初期デザインではEC40と同様前面3枚窓だったが[注釈 15]、実車では1枚窓となっている。